# Natalia Lafourcade
María Natalia Lafourcade Silva (n. 26 februarie 1984, Coatepec, Estado de Veracruz, Mexic), cunoscută mai bine sub numele de Natalia Lafourcade, este o cântăreață, compozitoare și textieră mexicană care de la debutul din 2003 a devenit una din cele mai pline de succes interprete de pe scena muzicii pop rock din America Latină. Cântă cu propria-i orchestră Natalia y La Forquetina. Datorită vocei sale catifelate, Lafourcade a fost categorisită în rândul sopranelor lirice. Pe traiectoria sa artistică, a primit numeroase premii printre care un premiu Grammy, opt premii Latin Grammy, cinci premii MTV Video Music Awards Latinoamérica.

## Biografie
Natalia Lafourcade a crescut într-o familie de muzicieni în Coatepec, mama ei fiind mexicană iar tatăl chilian. A primit o educație artistică nu doar în domeniul muzicii, ci și al dansului și picturii.

## Discografie
Albume
- Natalia Lafourcade (2002)
- Casa (Natalia y la Forquetina, 2005)
- Las 4 estaciones del amor (EP, Instrumental, 2007)
- Hu hu hu (2009)
- Mujer divina: homenaja a Agustín Lara (2012)
- Hasta la raíz (2015)
- Musas (2017)
- Musas Vol. 2 (2017)
- Un canto por México (2020)

Cântece
- En el 2000 (2002)
- Busca un problema (2003)
- Elefantes (2003)
- Te quiero dar (2003)
- Un pato (Natalia y la Forquetina, 2004, Film: Temporada de patos)
- Ser humano (2005)
- Casa (2005)
- Solamente te lo doy a ti (2006)
- Azul (2009)
- Ella es bonita (2009)
- Cursis melodías (2010)
- No viniste (2010)
- La fugitiva (mit Kevin Johansen, 2012)
- Limosna (mit Meme, 2013)
- Mujer divina (mit Adrián Dárgelos, 2013)
- Aventurera (mit Álex Ferreira, 2013)
- Amor, amor de mis amores (mit Devendra Banhart, 2014)
- Hasta la raíz (2015)
- Nunca es suficiente (2015)
- Mexicana Hermosa (Musas 2017)
- Mi tierra veracruzana (Musas 2017)